# Alvah Bessie
Pour les articles homonymes, voir Bessie (homonymie).
Alvah Bessie est un scénariste et acteur américain né le 4 juin 1904 à New York (New York) et mort le 21 juillet 1985 à Terra Linda (en) (San Rafael (Californie)).

## Biographie
Dans les années 1950, Alvah Bessie fut une des victimes du maccarthysme et inscrit sur la liste noire du cinéma.

## Filmographie

### comme scénariste
- 1943 : Du sang sur la neige (Northern Pursuit) de Raoul Walsh
- 1944 : The Very Thought of You de Delmer Daves
- 1945 : Hôtel Berlin de Peter Godfrey
- 1948 : Smart Woman (en)
- 1951 : La Caravane des évadés (Passage West), de Lewis R. Foster

### comme acteur
- 1969 : De nouveau l'Espagne